# Bruce Bromberg
Bruce Bromberg (Chicago, 31 oktober 1941 - 26 december 2021) was een Amerikaans muziekproducent in het bluesgenre. Naast zijn productiewerk schrijft hij onder de pseudoniemen David Amy en D. Amy ook zelf muziek.
Hij groeide op in zijn geboorteplaats Chicago en in Park Forest (Illinois). In 1958 verhuisde hij met zijn familie naar Los Angeles. Achtereenvolgens werkte hij in het pakhuis van Dot Records, nam hij muziek van Lightnin' Hopkins op voor Vault Records en produceerde hij voor Kent Records samen met Frank Scott een aantal heruitgaven van bluesalbums.
Vanaf de jaren zestig produceerde hij albums van onder anderen Phillip Walker, Johnny Shines, Lonesome Sundown, Ted Hawkins, Robert Cray, Joe Louis Walker en Dave Alvin. Hij richtte in 1983 samen met co-producent Larry Sloven het platenlabel HighTone Records op, aanvankelijk om het door hem geproduceerde Robert Cray-album Bad Influence te kunnen uitgeven. Dit label werd in 2008 verkocht aan Shout! Factory. De door Bromberg en Dennis Walker geproduceerde albums Strong Persuader en Don't Be Afraid of the Dark leverden hen in 1988 en 1989 Grammy Awards op voor beste bluesalbums. In 2011 werd Bromberg opgenomen in de Blues Hall of Fame.